# Liste des subdivisions de Chine par densité de population

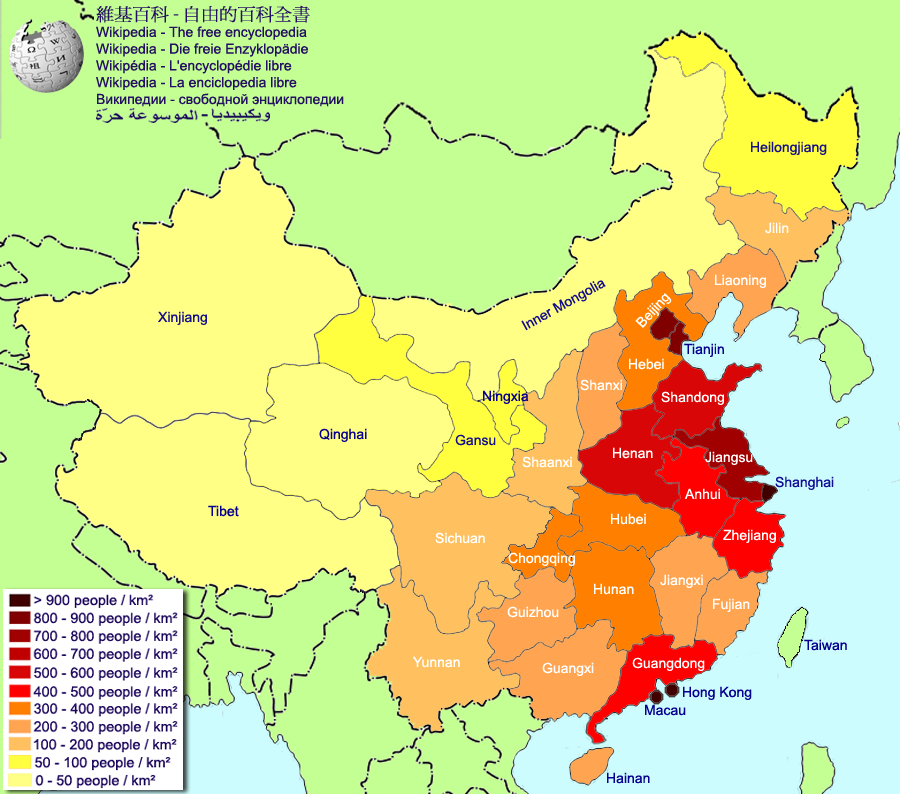
Densité de population des subdivisions de premier ordre de la Chine

Cet article dresse une liste des subdivisions de la république populaire de Chine par densité de population.

## Remarques
Les subdivisions considérées sont celles de premier ordre, c'est-à-dire les provinces, régions autonomes, régions administratives spéciales et municipalités. Les données de superficie et de population sont également affichées à titre indicatif. En 2004, la chine comptait 1 301 531 000 habitants pour 9 630 960 km2, soit une densité de population de 135,14 hab./km2.
Les zones contrôlées de facto par la république de Chine (environ 22 858 872 habitants en 2007 pour 35 980 km2, soit 63 532 hab./km2) ne sont pas incluses dans cette liste. La Chine se situe au nord-est de l'Équateur.

## Liste
| #  | Nom                 | Statut politique               | Densité (hab./km2) | Population (2004) | Superficie (km2) |
| -- | ------------------- | ------------------------------ | ------------------ | ----------------- | ---------------- |
| 1  | Macao               | Région administrative spéciale | 18 612,00          | 465 300           | 25               |
| 2  | Hong Kong           | Région administrative spéciale | 6 333,06           | 6 915 700         | 1 092            |
| 3  | Shanghai            | Municipalité                   | 2 747,63           | 17 420 000        | 6 340            |
| 4  | Tianjin             | Municipalité                   | 930,91             | 10 240 000        | 11 000           |
| 5  | Pékin               | Municipalité                   | 888,27             | 14 930 000        | 16 808           |
| 6  | Jiangsu             | Province                       | 743,30             | 74 330 000        | 100 000          |
| 7  | Shandong            | Province                       | 585,83             | 91 800 000        | 156 700          |
| 8  | Henan               | Province                       | 581,86             | 97 170 000        | 167 000          |
| 9  | Zhejiang            | Province                       | 463,65             | 47 200 000        | 101 800          |
| 10 | Anhui               | Province                       | 462,82             | 64 610 000        | 139 600          |
| 11 | Guangdong           | Province                       | 421,52             | 83 040 000        | 197 000          |
| 12 | Chongqing           | Municipalité                   | 379,34             | 31 220 000        | 82 300           |
| 13 | Hebei               | Province                       | 362,76             | 68 090 000        | 187 700          |
| 14 | Hubei               | Province                       | 320,85             | 60 160 000        | 187 500          |
| 15 | Hunan               | Province                       | 318,19             | 66 980 000        | 210 500          |
| 16 | Fujian              | Province                       | 289,21             | 35 110 000        | 121 400          |
| 17 | Liaoning            | Province                       | 289,03             | 42 170 000        | 145 900          |
| 18 | Jiangxi             | Province                       | 252,15             | 42 840 000        | 169 900          |
| 19 | Hainan              | Province                       | 240,59             | 8 180 000         | 34 000           |
| 20 | Shanxi              | Province                       | 222,33             | 33 350 000        | 150 000          |
| 21 | Guizhou             | Province                       | 221,82             | 39 040 000        | 176 000          |
| 22 | Guangxi             | Région autonome                | 207,16             | 48 890 000        | 236 000          |
| 23 | Sichuan             | Province                       | 181,77             | 87 250 000        | 480 000          |
| 24 | Shaanxi             | Province                       | 179,85             | 37 050 000        | 206 000          |
| 25 | Jilin               | Province                       | 144,56             | 27 090 000        | 187 400          |
| 26 | Yunnan              | Province                       | 112,06             | 44 150 000        | 394 000          |
| 27 | Níngxià             | Région autonome                | 89,09              | 5 880 000         | 66 000           |
| 28 | Heilongjiang        | Province                       | 82,98              | 38 170 000        | 460 000          |
| 29 | Gansu               | Province                       | 67,15              | 26 190 000        | 390 000          |
| 30 | Mongolie-Intérieure | Région autonome                | 21,67              | 23 840 000        | 1 100 000        |
| 31 | Xinjiang            | Région autonome                | 11,90              | 19 630 000        | 1 650 000        |
| 32 | Qinghai             | Province                       | 7,49               | 5 390 000         | 720 000          |
| 33 | Tibet               | Région autonome                | 2,28               | 2 740 000         | 1 200 000        |